# 初音ミクDVD〜impacts〜
『初音ミクDVD〜impacts〜』（はつねみくディーブィーディー インパクツ）は、初音ミク関連作品のPV集。DVD1枚組。2010年2月10日発売。発売元はドワンゴ・ミュージックエンタテインメント（以下dme）、販売元はソニー・ミュージックダイレクト（以下SMDR）。

## 概要
動画投稿サイトを舞台に数多くの作家が動画作品を発表し人気を集めた初音ミクの映像作品を集めた初のDVDで、2009年8月に発売されたアルバム『初音ミク ベスト〜impacts〜』、『初音ミク ベスト〜memories〜』に続き、SMDRとの共同企画により『初音ミクDVD〜memories〜』と同時発売された。
初回限定品は特典としてスペシャルケース、ピクチャーレーベル仕様となっており、2009年8月31日に行われたコンサート『ミクFes'09（夏）』の映像が動画サイトで観られるシリアルカードも付属している。
なお、発売：dme、販売：SMDRではあるが、ソニー・ミュージックエンタテインメントでは実質SMDRから発売された作品として扱われている。
価格の3,939円（税込）は、「ミクミク」の語呂合わせである。

## 収録曲
1. ゲキド・オブ・ハツネ
  - ポンポコP feat.初音ミク
    - 映像：ポンポコP BGM：ナイト・オブ・ナイツ MikuMikuDance：樋口M　モデル制作：あにまさ
    - 3DソフトMikuMikuDance（MMD）を使って作られた作品で、ニコニコ動画にて行われたMMDユーザーによるオンラインイベント、第二回MMD杯の総合優勝作品[5]。
2. ぽっぴっぽー
  - ラマーズP ／ 砂吹 旅人 feat.初音ミク
    - 作詞・作曲：ラマーズP 映像:砂吹旅人
3. はちゅねみくをふやしてみた。
  - Otomania / くまぞう feat.初音ミク
    - 編曲：Otomania フィンランド民謡 映像：くまぞう 「はちゅねミク」キャラクターデザイン：たまご 「はちゅねミク」3DCGモデリング：ズサ
    - 使用している楽曲は『Ievan Polkka』である。
4. 結ンデ開イテ羅刹ト骸
  - ハチ feat.初音ミク
    - 作詞・作曲・映像：ハチ
5. 恋は戦争
  - supercell feat.初音ミク
    - 作詞・作曲：ryo 映像：三輪士郎
6. トルコ行進曲 - オワタ＼(^o^)／
  - オワタP ／ y0641983 feat.初音ミク
    - 作詞・編曲：オワタP 映像：y0641983
7. 【ドット絵で】みくみくにしてあげる♪
  - ika/ よこた feat.初音ミク
    - 作詞、作曲：ika_mo 映像：よこた ネギ踊り振り付け：日暮里
8. 恋色病棟
  - OSTER project／ Yおじ feat.初音ミク
    - 作詞・作曲・映像：OSTER project イラスト：Yおじ
    - オリジナル版ではシナモロールが使われた部分は、権利上の理由により初音ミクに差し替えられている。
9. 火葬曲
  - No.D ／ 上野 悠仁 feat.初音ミク
    - 作詞：UeNo.D 作曲：No.D 映像：上野悠仁
10. ＊ハロー、プラネット。
  - sasakure.UK feat.初音ミク
    - 作詞・作曲・映像：sasakure.UK
    - ゲームソフト「初音ミク -Project DIVA-」の追加ダウンロードコンテンツの「ミクうた、おかわり」にて本作を元にしたゲーム[6]が配信されている。
11. VOiCE
  - ラヴリーP ／ ニョホホ feat.初音ミク
    - 作詞・作曲：ラヴリーP 映像：ニョホホ イラスト：都希子
    - 後に発売されるアルバム『初音ミク 5thバースデー ベスト〜memories〜』にも収録されている。
12. コンビニ
  - cokesi ／ ゆのみ feat.初音ミク
    - 作詞・作曲：cokesi 映像：ゆのみ
13. ハト
  - 風見レン ／ brother feat.初音ミク
    - 作詞・作曲：風見レン 映像：ブラザーP